# Vegard Skogheim
Vegard Skogheim (* 28. April 1966 in Hamar) ist ein ehemaliger norwegischer Fußballspieler und Fußballtrainer.

## Karriere
1988 wechselte Vergard Skogheim vom norwegischen Club Ham-Kam zu Werder Bremen in die Fußball-Bundesliga. Dort absolvierte er in der Saison 1988/89 drei Spiele. Sein Debüt gab er am 11. Spieltag, als die Bremer 2:0 beim 1. FC Köln verloren. Nach der Saison kehrte er nach Norwegen zurück und hatte von 1990 bis 1995 80 Einsätze für Ham-Kam in der Tippeligaen. Von 1996 an spielte er beim Liga-Konkurrent Viking Stavanger, für die er weitere 60 Spiele bestritt.

### Nationalmannschaft
Skogheim absolvierte sechs Spiele für die Norwegische Fußballnationalmannschaft.